# چرخ‌ریسک‌های دم‌دراز
چرخ‌ریسک‌های دم‌دراز (نام علمی: Aegithalos) نام یک سرده از زیرراسته پرندگان آوازخوان است.